# ニコライ・ラールセン
ニコライ・ローデ・ラールセン（Nikolai Rohde Laursen、1998年2月19日 - ）は、デンマーク・フレデリクスブルク出身の元サッカー選手。現役時代のポジションはFW。

## 経歴
ブレンビーIFの下部組織出身。2015年4月25日、FCヴェストシェランとのリーグ戦でトップチームデビューを果たした。
2015年6月15日、PSVアイントホーフェンのリザーブチームに移籍し、3年契約を交わした。
2019年7月、FCエメンと3年契約を結んだ。
2021年6月8日、ヘラクレス・アルメロと3年契約を結んだ。
2025年5月22日、現役引退を表明した。